# Chiesa di Sant'Antonio Abate (Bomba)
La chiesa di Sant'Antonio Abate è sita in località Sant'Antonio al Ponte nel comune di Bomba, presso la Valdisangro, in provincia di Chieti.

## Storia
La chiesa di Sant'Antonio Abate viene anche chiamata chiesa di Sant'Antonio al Ponte perché sita nei pressi del ponte sul Sangro, presso l'incrocio di questo con tratturi perpendicolari al fiume, chiesa sita in un punto strategico e d'incontro di pellegrini, mercanti e pastori, tratturi collegati coi tratturi principali che dall'Abruzzo conducevano in Puglia.
La zona perse gradualmente importanza per via del nuovo piano regolatore instaurato con l'Unità d'Italia.
La chiesa, tuttavia, in un archivio storico del comune del 1777, risulta edificata nel 1526 dal barone Antonio Annechino, anche se è probabile, come da uno studio sulle fondazioni, che la chiesa sia antecedente a livello di cappella-stazzo per i molti viandanti dei tratturi della Valle del Sangro: in un documento di Cassino risalente al 1339, infatti, viene citato uno "spedale di Sant'Antonio a Bomba" posto presso il ponte di Sant'Antonio. Anche la dedica a sant'Antonio Abate si può giustificare che l'edificio è sito presso l'incrocio di vari rami di tratturo.
La storia della chiesa s'intreccia con i fatti antecedenti e seguenti la Controriforma per via dei dissidi tra chi voleva controllare i feudi della chiesa (gli abati commendatari di Sant'Antonio Viennese di Napoli) ed i feudatari, lasciando la chiesa per due anni in balia di queste liti che causarono, grazie anche a speculazioni d'interesse, il degrado d'importanza della chiesa, fino a quando venne utilizzata semplicemente come fienile.

## Aspetto e struttura
Attualmente, anche se ancora chiusa, attraverso atti di restauri e interventi ecclesiastici, l'edificio di culto venne rielevato a rango di chiesa, anche se ora si tratta di una piccola cappella di 6 m. x 6 m. con 4 piedritti che sorreggono la cupoletta bassa.
La facciata è in stile romanico ed ha un coronamento con timpano curvo con doppia fila di romanelle immersse nella muratura.
Nelle pareti, grazie anche al periodo d'incuria che la chiesa ha dovuto subire, vi sono dei brandelli di affreschi in uno stato di pietoso degrado, i pennacchi ospitano i simboli degli evangelisti.
L'ingresso consta di un portale ligneo architravato con una decorazione al centro e due finestrelle votive con stipiti e architravi in pietra calcarea. Sopra l'ingresso vi sono una grande finestra con arco a sesto ribassato ed una finestrella-oblo circolare. 
Nella lunetta vi è una statua, probabilmente riconducibile a San Nicola vescovo.
L'aula, di forma rettangolare, è sormontata da una calotta bassa affrescata. In fondo all'aula vi è l'abside con volta a botte affrescata.
Ai lati dell'abside vi sono due pale d'altare:
- a sinistra, una raffigurante l'Assunta;
- a destra, una raffigurante Sant'Antonio da Padova.

L'antica abitazione del sacerdote è addossata alla chiesa, tuttavia la casa è adibita a magazzino.